# Angelo Zanelli
Angelo Zanelli (San Felice del Benaco, 17 de marzo de 1879-Roma, 1942) fue un escultor italiano.

## Biografía
Nació en Palacio Rotingo, en el corazón de su común natal. Asistió al taller de Pietro Faitini en Brescia, donde obtuvo un beca por tres años para estudiar en la Academia de Bellas Artes de Florencia. 

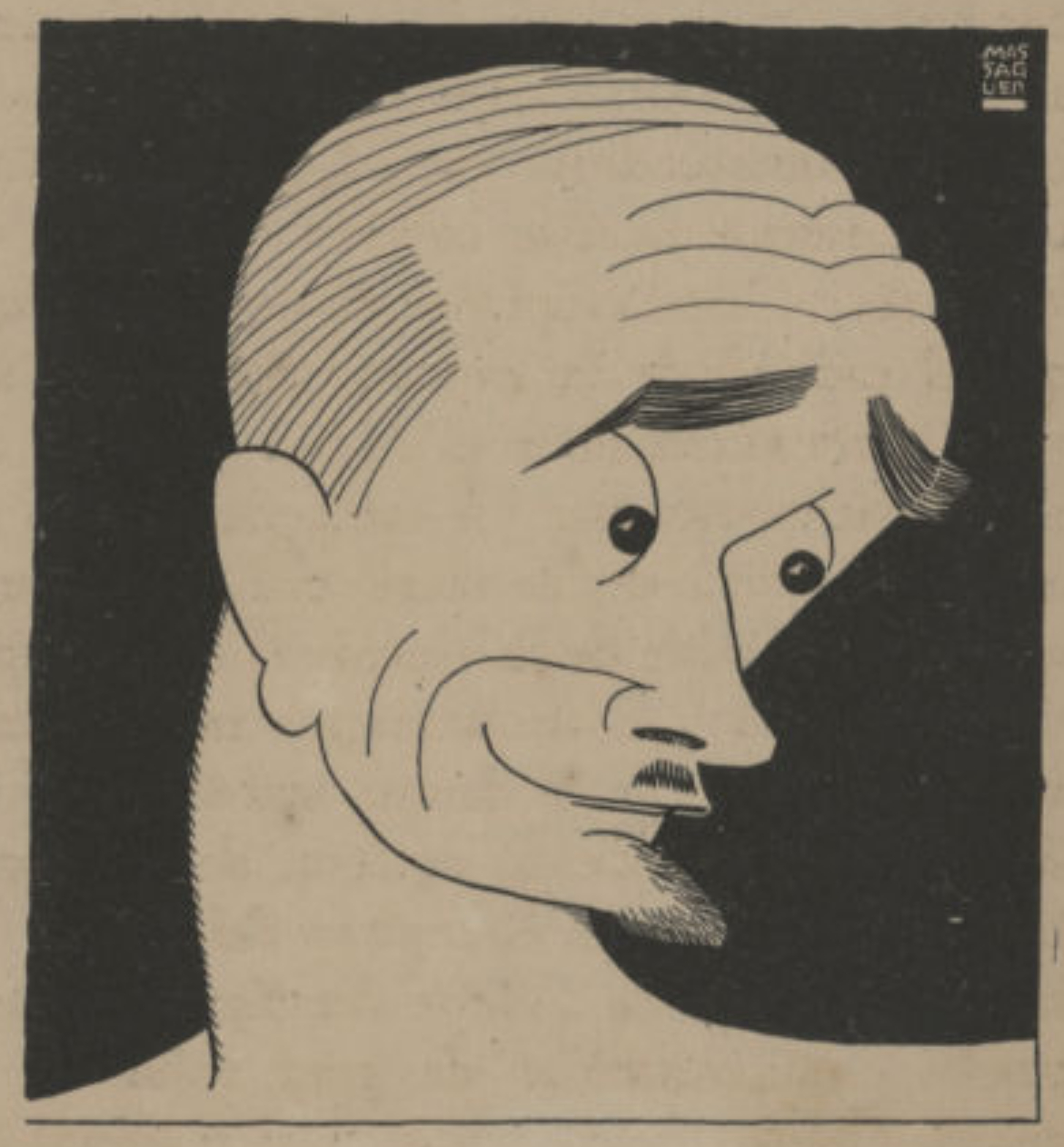
Retratado por Massaguer en la revista cubana Social (1928)

En 1904 se transfirió a Roma, donde conoció Felice Carena, con quien estrechó una profunda amistad. Ganó un concurso para realizar esculturas de Vittoriano, que sería su obra principal, donde en la que trabajó hasta 1925. 
Fue presidente de la Academia de Bellas Artes en Roma en el 1931 y académico de Italia en el 1938. Trabajó sobre todo para obras públicas, pero también tuvo encargos privados. 
En 1928 creó las esculturas monumentales de bronce que hay en la entrada del Capitolio de La Habana. La colosal estatua de la República fue dividida en tres partes para poder ser transportada a Cuba.
Otras obras son también los monumentos a los caídos en Imola y Bolonia. Asimismo, creó la estatua ecuestre de José Gervasio Artigas, ubicada en el Monumento en su honor en la Plaza Independencia en Montevideo.
Murió en Roma en 1942.

## Monumentos

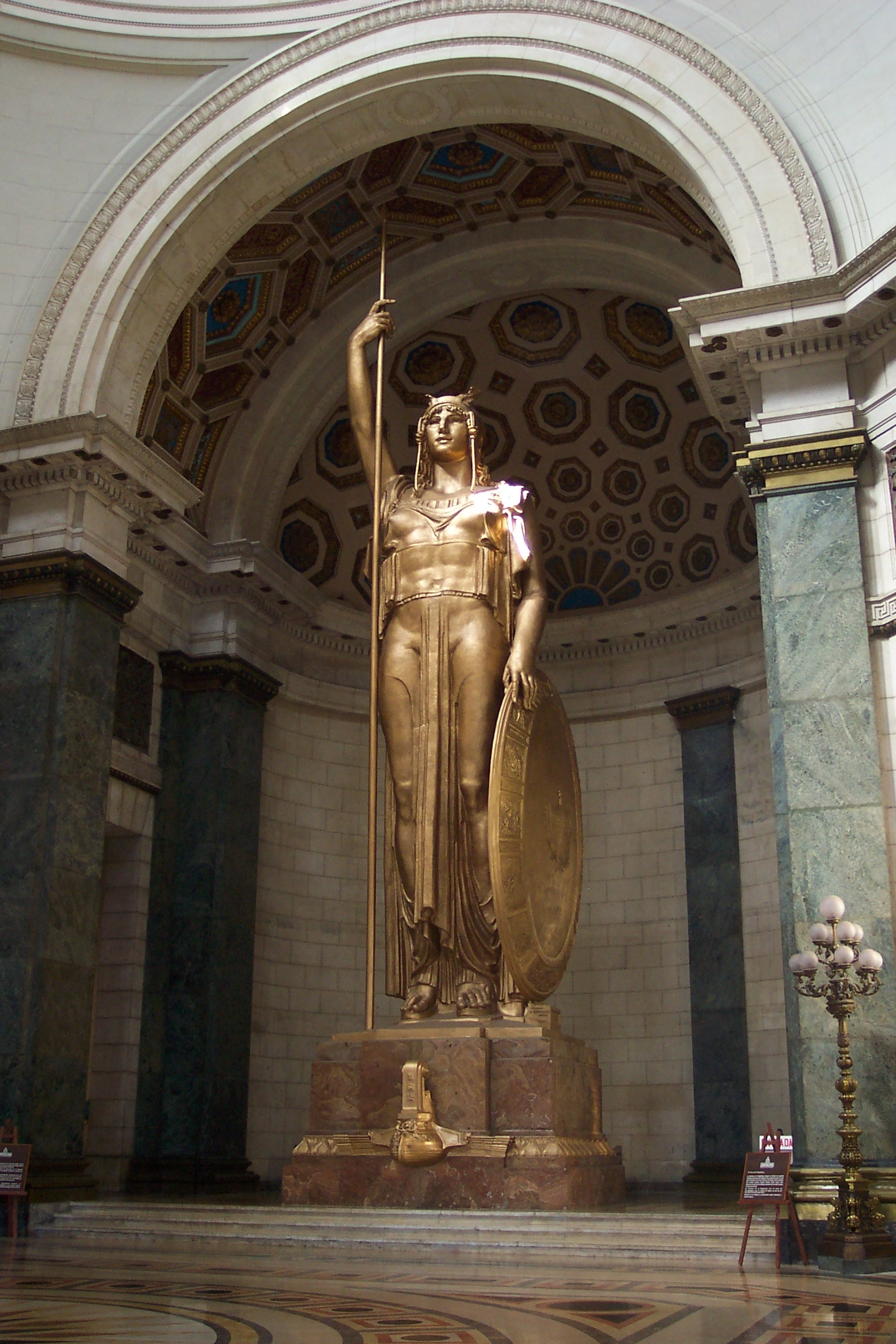
Estatua La República en el Capitolio de La Habana

- Estatua bronzea de Giuseppe Zanardelli (1905) sobre el Lungolago de Salò.
- Monumento en Gasparo de Salò (1908) en el Municipio de Salò.
- Monumento a los caídos de Tolentino.
- Esculturas en el Vittoriano (1925), Roma.
- Monumento al Militar Desconocido (1928), Imola.
- Estatua La República, Capitolio de La Habana.
- El Trabajo (1929), Capitolio de La Habana.
- La Virtud Tutelar (1929), Capitolio de La Habana.
- Estatua de Artigas (1923), en la Plaza Independencia de Montevideo Uruguay.
- Monumento a los caídos (1930) sobre el Lungolago de Salò.
- Monumento al rey Fuad I de Egipto.

## Galería

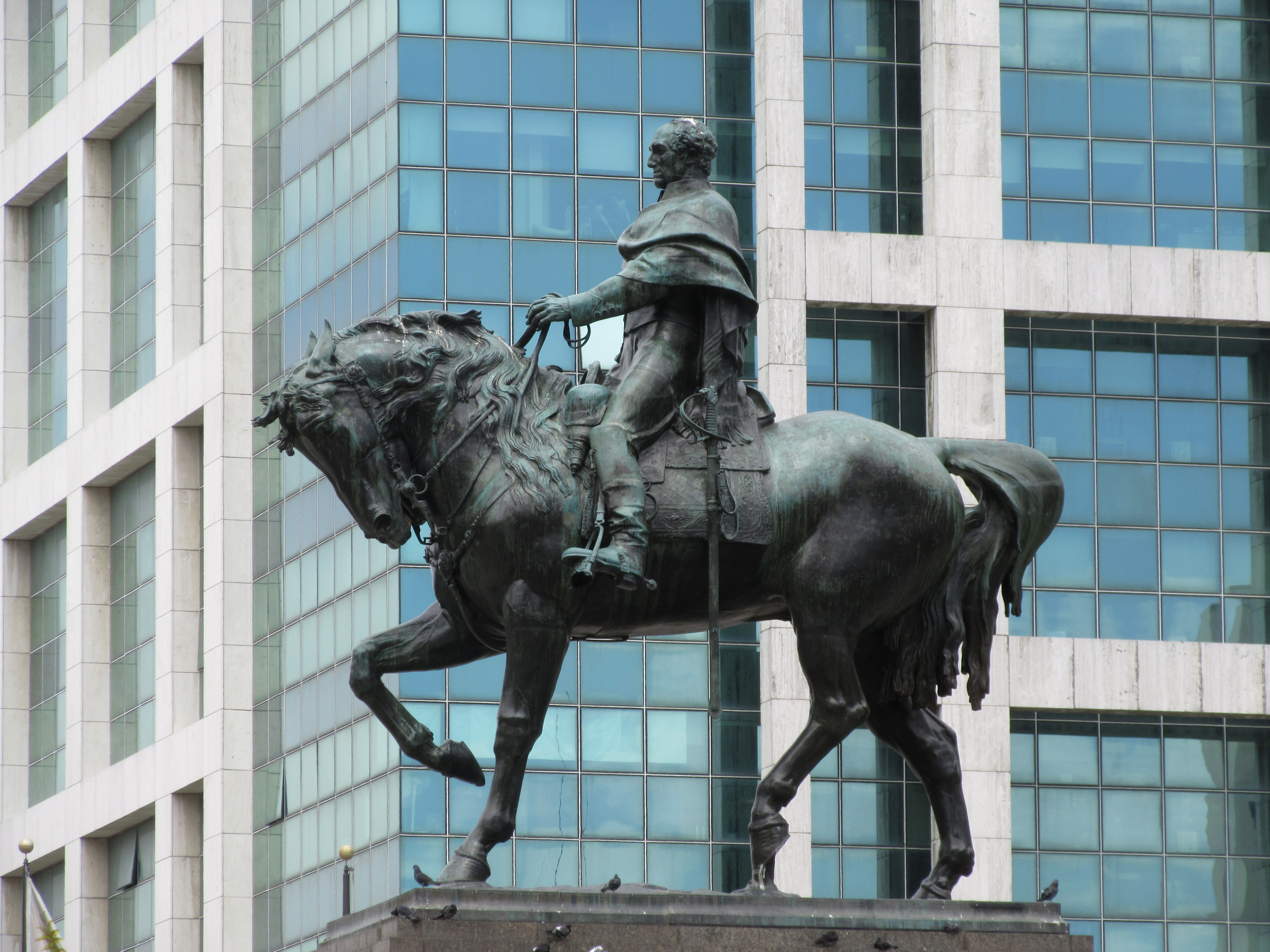
Estatua ecuestre de José Gervasio Artigas en Montevideo
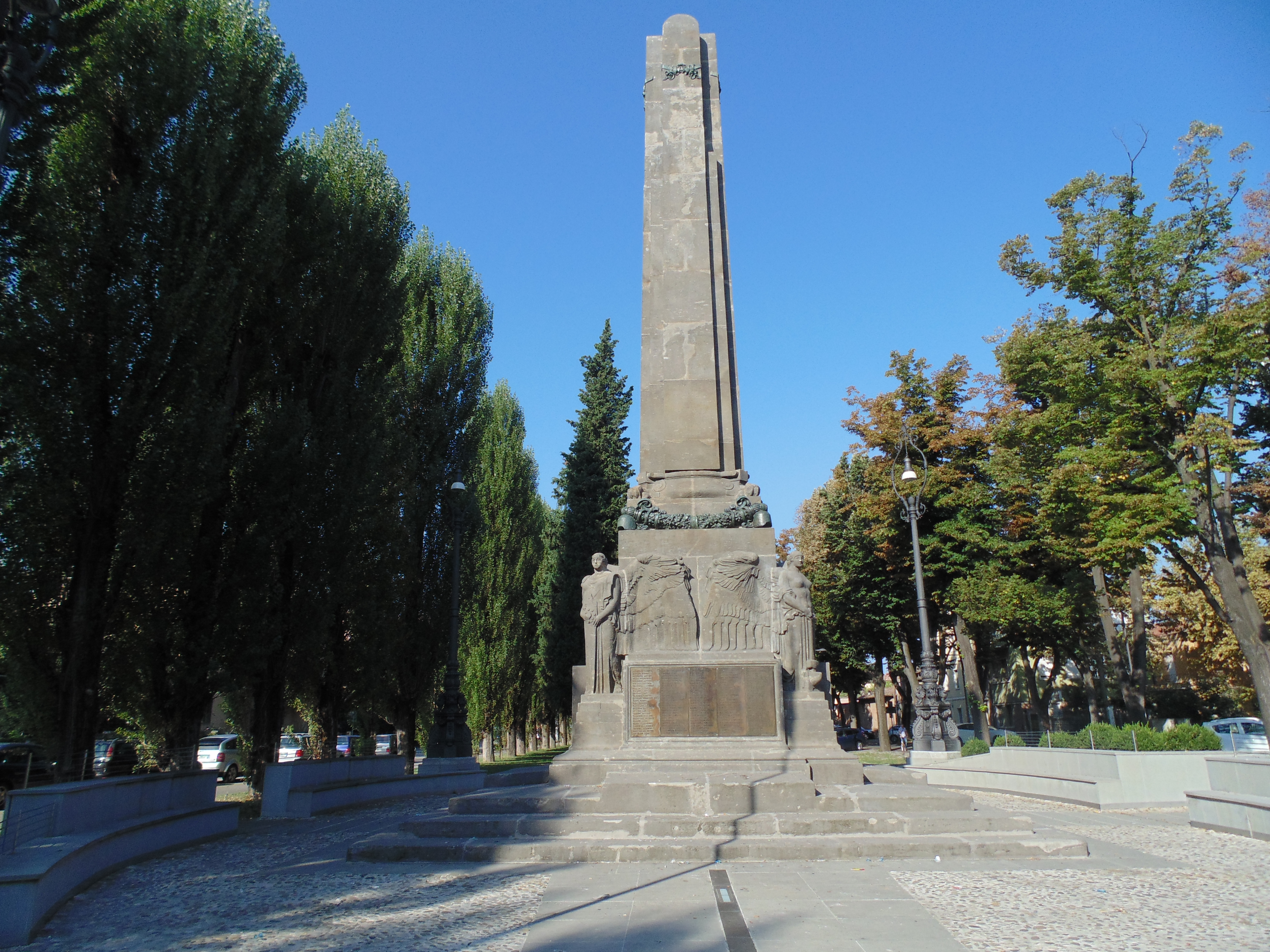
Monumento a los Caídos (1930) en el Lungolago de Salò
Estatua El Trabajo en el Capitolio de La Habana
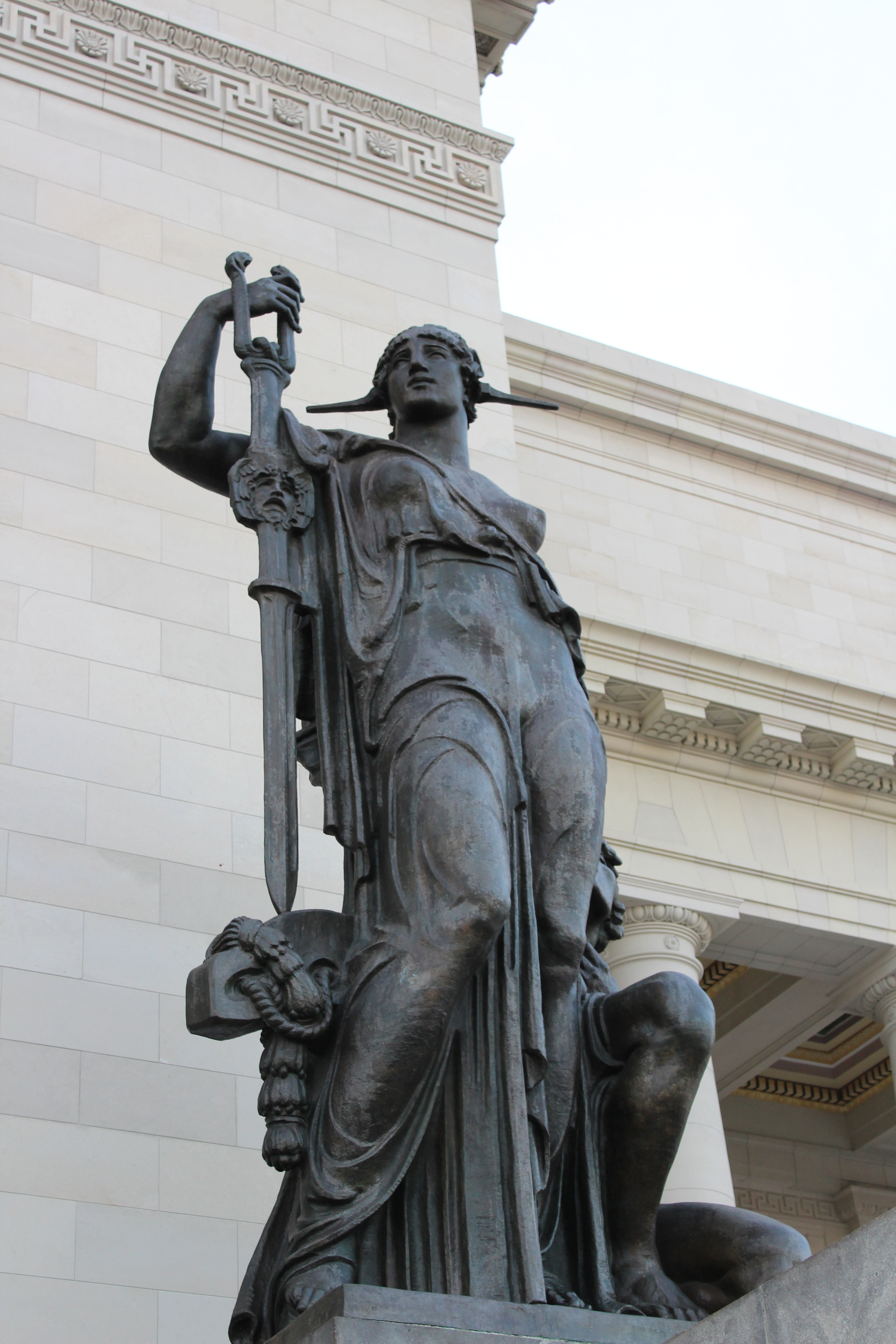
Estatua La Virtud en el Capitolio de La Habana

## Biografía
- Valotti/Terraroli, Ángel Zanelli (1879#-1942). Contributo para un calalogo, Comunidad Montana de Valle Arena (2007).
- R. Lonati: Diccionario de los Escultores Bresciani.